# Hunsrück Schiefer- und Burgenstraße

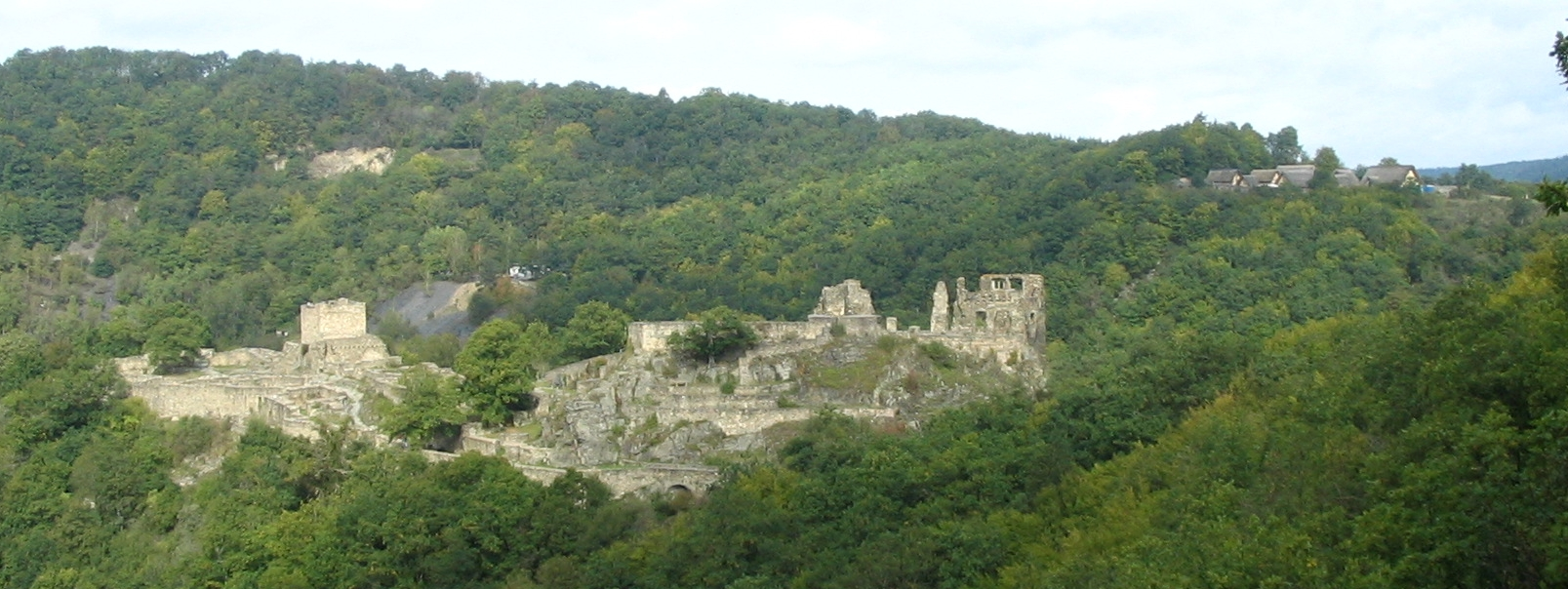
Schmidtburg im Hahnenbachtal an der Hunsrück Schiefer- und Burgenstraße

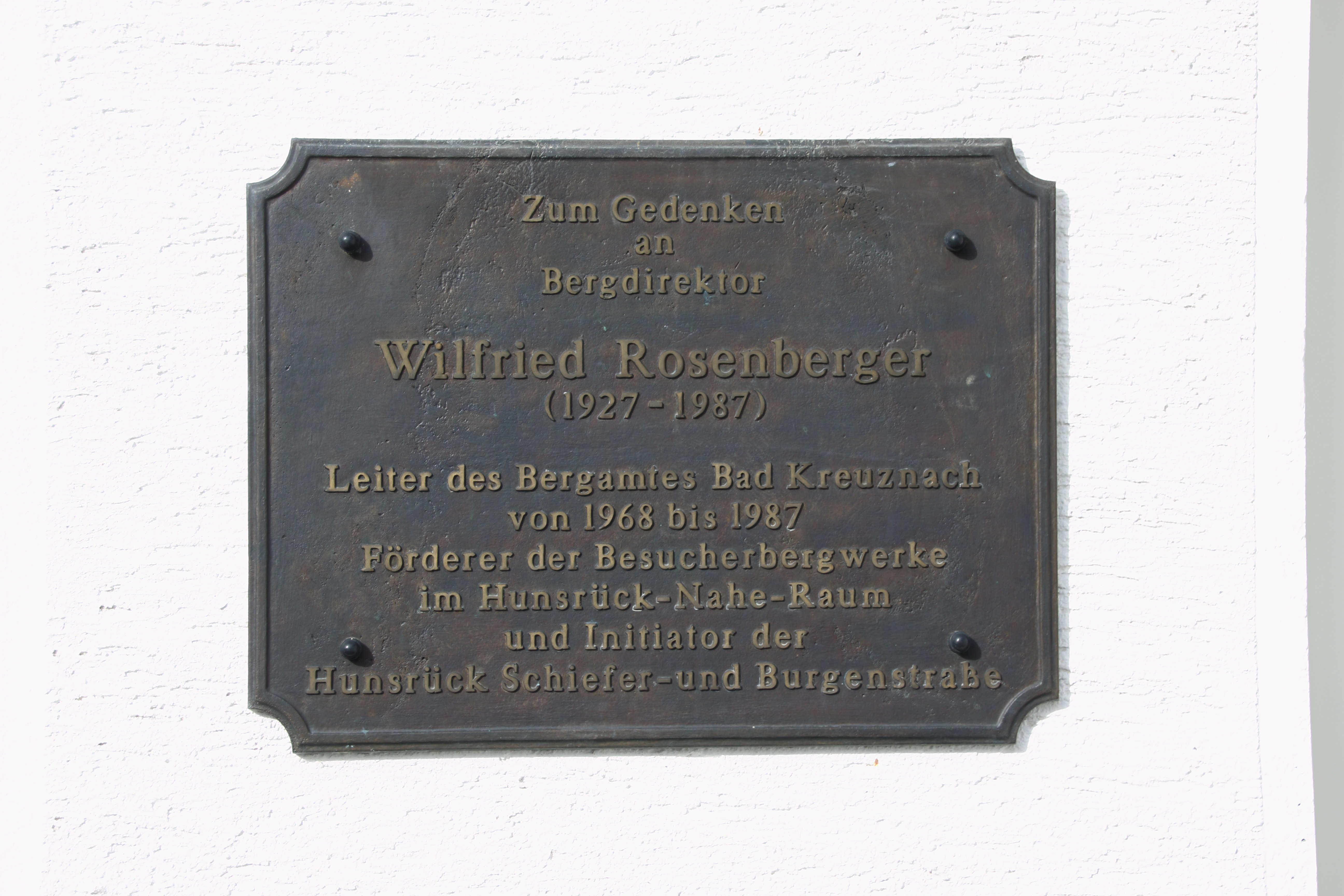
Gedenktafel am Besucherbergwerk Schiefergrube Herrenberg für Bergdirektor Wilfried Rosenberger, Initiator der Hunsrück Schiefer- und Burgenstraße.

Die Hunsrück Schiefer- und Burgenstraße liegt im zentralen Bereich des Hunsrück zwischen Mosel und Nahe. Sie verläuft im Bereich der Verbandsgemeinden Kirchberg, Herrstein-Rhaunen und Kirner Land.
Die seit 1991 bestehende Ferienstraße umfasst sieben Erlebnisrouten, an denen sich mehrere Schlösser und Burgruinen, das Besucherbergwerk Schiefergrube Herrenberg und weitere Sehenswürdigkeiten aufreihen. Besonders sehenswert sind die rekonstruierte Keltensiedlung Altburg bei Bundenbach, die Schmidtburg bei Schneppenbach, die Kyrburg sowie der Stadtkern Kirns mit Gebäuden aus fünf Jahrhunderten. Hierzu gehören auch mehrere Prachtbauten, die im Auftrag der Fürstenfamilie von Salm-Kyrburg in der zweiten Hälfte des 18. Jahrhunderts errichtet wurden.
Getragen wird die Ferienstraße von einem gemeinnützigen Förderverein, dessen Geschäftsstelle in der Verwaltung der Verbandsgemeinde Kirner Land angesiedelt ist.